# Tassilo Lenk
Tassilo Lenk (* 16. Juni 1948 in Limbach-Oberfrohna) ist ein deutscher Politiker (CDU). Er war von 1996 bis 2015 Landrat des Vogtlandkreises im Freistaat Sachsen.

## Leben und Politik
Lenk absolvierte seine schulische Ausbildung bis zum Abitur in Auerbach. Zwischen 1967 und 1972 studierte er Veterinärmedizin an der Humboldt-Universität Berlin. Danach praktizierte er als Tierarzt. Ab 1990 war er der Amtstierarzt des Landkreises Oelsnitz. Von 1992 bis 1993 war er stellvertretender Landrat des Landkreises Oelsnitz (vgl. Obervogtland).
Nach dem Ausscheiden von Bernd Abele aus dem Amt fungierte er zunächst vom 2. Februar bis zum 1. März 1993 als kommissarischer Landrat, ab dem 2. März als vom Kreistag gewählter Landrat. Am 26. Juni 1994 wurde er in einer Stichwahl zum Landrat des Elstertalkreises, der im Rahmen der Sächsischen Kreisreform 1994 gebildet werden sollte, gewählt. Aufgrund einer Verfassungsbeschwerde des Kreisrats des Kreises Reichenbach beim Sächsischen Verfassungsgerichtshof wurde dieser Kreis nie gebildet, so dass die Wahl nichtig war. Lenk behielt zunächst bis zum 31. Dezember 1995 sein Amt als Landrat des Landkreises Oelsnitz. Schließlich kam es zum 1. Januar 1996 zur Bildung des Vogtlandkreises, zu dessen ersten Landrat er am 3. Dezember 1995 gewählt wurde. 2002 und 2008 wurde er in seinem Amt bestätigt.
Von 2008 bis 2015 war er Präsident des Sächsischen Landkreistag e.V.
Im März 2012 wurde bekannt, dass die Staatsanwaltschaft Chemnitz gegen Lenk wegen des Verdachts der Untreue in Zusammenhang mit einer Geldzahlung in Höhe von 200.000 Euro an das Kindererholungszentrum Waldpark Grünheide ermittelt. Das Verfahren wurde kurze Zeit später wegen erwiesener Unschuld eingestellt.
Lenk ist verheiratet und hat zwei erwachsene Töchter. Er lebt in Adorf.